# Propargit
Propargit ist ein Gemisch mehrerer isomerer chemischer Verbindungen aus der Gruppe der Organosulfite (Ester der Schwefligen Säure).

## Gewinnung und Darstellung
Propargit kann durch Reaktion von 4-tert-Butylphenol mit dem 1,2-Epoxycyclohexan, gefolgt der Reaktion mit Thionylchlorid und Propargylalkohol in Gegenwart einer Base hergestellt werden.

## Eigenschaften
Propargit ist als technisches Produkt eine gelblich braune Flüssigkeit, die praktisch unlöslich in Wasser ist.

## Verwendung
Propargit wird außerhalb Europas als Pflanzenschutzmittel (Akarizid) unter den Markennamen Omite und Comite verwendet.

## Zulassung
Der Zulassung des Wirkstoff wurde 2011 in der Europäischen Union entzogen, die Aufbrauchsfrist endete zum Jahresende 2012.
In den Staaten der EU und in der Schweiz sind keine Pflanzenschutzmittel mit diesem Wirkstoff zugelassen.
In den USA wurde es 1969 erstmals zugelassen.

## Gefahrenbewertung
Propargit wurde 2015 von der EU gemäß der Verordnung (EG) Nr. 1907/2006 (REACH) im Rahmen der Stoffbewertung in den fortlaufenden Aktionsplan der Gemeinschaft (CoRAP) aufgenommen. Hierbei werden die Auswirkungen des Stoffs auf die menschliche Gesundheit bzw. die Umwelt neu bewertet und ggf. Folgemaßnahmen eingeleitet. Ursächlich für die Aufnahme von Propargit waren die Besorgnisse bezüglich der Gefahren ausgehend von einer möglichen Zuordnung zur Gruppe der PBT/vPvB-Stoffe und als potentieller endokriner Disruptor. Die Neubewertung fand ab 2019 statt und wurde von den Niederlanden durchgeführt. Anschließend wurde ein Abschlussbericht veröffentlicht.